# Nisibis
Nisibis (akkadisch Naṣībīna, im Hellenismus zeitweilig Antiochia in Mygdonien, syrisch-aramäisch ܨܘܒܐ, Ṣōbā, armenisch Medzpine) ist eine antike Stadt im oberen Mesopotamien im heutigen Bezirk Nusaybin der türkischen Provinz Mardin an der türkisch-syrischen Grenze. Der moderne Name ist Nusaybin (zur modernen Geschichte siehe dort).

## Geschichte

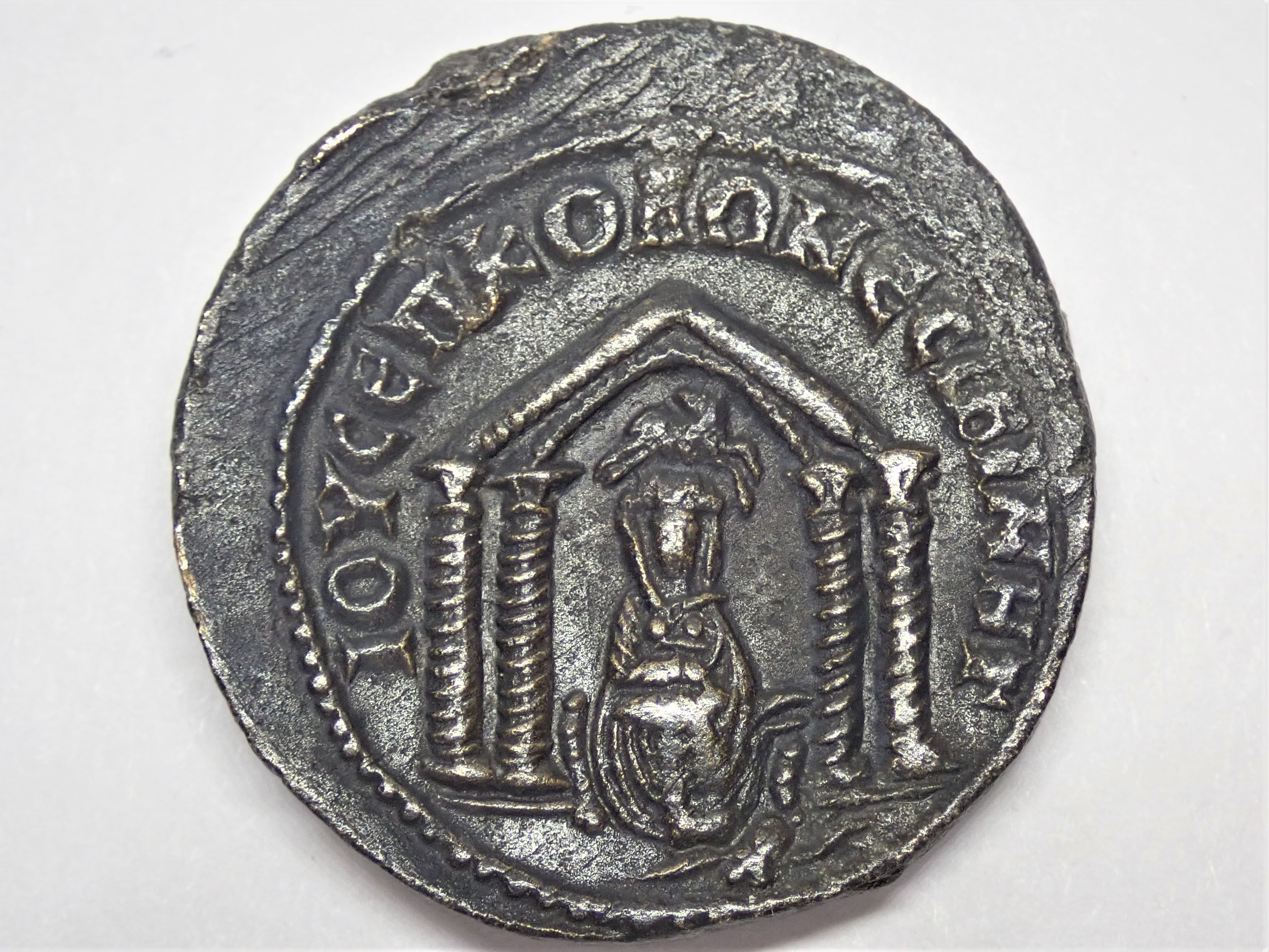
Stadtgöttin von Nisibis, den Flussgott zu Füßen, auf einer römischen Bronzemünze aus der Zeit von Philippus Arabs

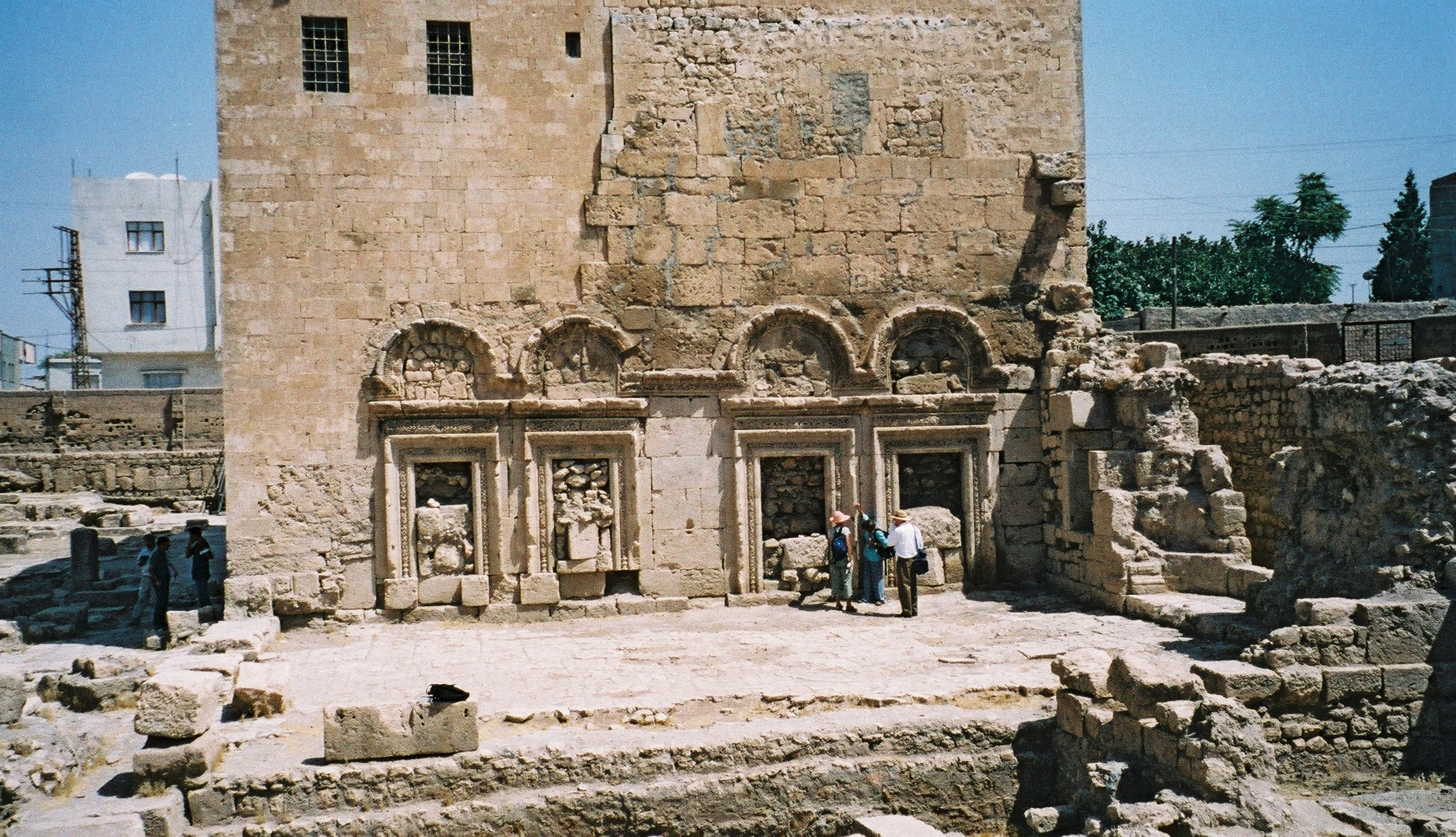
Ruinen der Sankt-Jakobskirche in Nusaybin, erbaut um 315 von Jakob von Nisibis.

Die Stadt Nisibis ist seit dem 10. Jahrhundert v. Chr. belegt. 901 v. Chr. zog der assyrische König Adad-nirari II. gegen den Temaniten Nūr-Adad von Nisibis zu Felde. Ab der Mitte des 9. Jahrhunderts v. Chr. bis 612 v. Chr. ist sie als assyrische Provinzhauptstadt belegt. Die Mygdonier lebten nach Strabon in der Gegend von Nisibis. Nach Strabon lag Nisibis zu Füßen des Mons Masius.
Unter den Seleukiden trug Nisibis den Namen Antiochia in Mygdonia, der aber wieder außer Gebrauch kam, als die Stadt ab 141 v. Chr. zuerst Teil des unter parthischer Oberherrschaft stehenden Königreichs Adiabene wurde, dann zu Armenien kam. Nach der Eroberung und kurzfristigen Besetzung durch den römischen Feldherrn Lucullus im Rahmen des Dritten Mithridatischen Krieges gehörte Nisibis ab etwa 36/38 n. Chr. zum Partherreich.
Die Stadt gelangte im Partherkrieg des Septimius Severus Ende des 2. Jahrhunderts n. Chr. unter römische Herrschaft und war vor allem in der Spätantike aufgrund ihrer günstigen Lage und wirtschaftlichen und militärischen Bedeutung zwischen Rom und dem das Partherreich ablösenden Sassanidenreich heftig umkämpft. Zuvor hatte noch im vom römischen Kaiser Caracalla begonnenen Partherkrieg im Jahr 217 bei Nisibis die letzte große Feldschlacht zwischen Rom und den Parthern stattgefunden. Die Stadt wechselte aber auch danach noch wiederholt den Besitzer. Im Jahr 298 wurden im Frieden von Nisibis (für die Sassaniden ein „Schmachfrieden“) wichtige Teile Nordmesopotamiens römisch, darunter auch Nisibis, und die Stadt wurde als einer von drei Standorten bestimmt, in denen der Handel zwischen den beiden Großmächten abgewickelt werden sollte. Von 309 bis 338 war Jakob von Nisibis Bischof der Christen von Nisibis. Er ließ die Kirche erbauen, die später nach ihm benannt wurde und in deren Ruine sich sein Grab befindet.
Der Perserkönig Schapur II. belagerte die Stadt im vierten Jahrhundert dreimal vergeblich (338, 346 und 350), doch nach dem gescheiterten Persienfeldzug des Kaisers Julian musste dessen Nachfolger Jovian Nisibis in dem darauffolgenden Friedensvertrag von 363 den Sassaniden überlassen. Die meisten römischen Einwohner mussten die Stadt verlassen, darunter auch der Kirchenlehrer Ephräm der Syrer, und wurden durch persische Familien ersetzt, die in Nisibis angesiedelt wurden; diese Schmach blieb in Rom sehr lange unvergessen. Noch über 120 Jahre später sollten die Oströmer die Rückgabe des Ortes verlangen, und im 6. Jahrhundert versuchten kaiserliche Truppen mindestens zweimal (543 und 572) vergeblich, Nisibis zu erobern. Der Ort lag sehr nah am römischen Territorium, stellte eine der stärksten, größten und wichtigsten persischen Festungen dar und beherbergte eine mehrere tausend Mann starke Besatzung. Um der Bedrohung, die von Nisibis ausging, begegnen zu können, bauten die Oströmer im 6. Jahrhundert den unweit der Stadt auf der anderen Seite der Grenze gelegenen Ort Dara-Anastasiupolis zur Gegenfestung aus und stationierten dort ebenfalls starke Truppen. Durch den Friedensvertrag von 591 gelangte Nisibis dann wieder unter römische Kontrolle und war zur Zeit Chosraus II. erneut schwer umkämpft.
Nisibis war bereits im frühen 5. Jahrhundert Sitz eines Metropoliten; dieser wurde wenig später nestorianisch. Nestorianische Christen und andere im Römischen Reich verfolgte religiöse Minderheiten siedelten sich in großer Zahl in Nisibis an. Die Stadt war damit auch ein sehr wichtiges religiöses und – seit dem Umzug der berühmten Schule von Edessa nach Nisibis im Jahr 489 (siehe Schule von Nisibis) – akademisches Zentrum. Sie wurde wohl 639/640 im Zuge der islamischen Expansion durch die Araber erobert und in der Folgezeit, von einigen kurzen Episoden abgesehen, von Moslems kontrolliert.
Vermutlich war Nisibis einer der Orte, an denen das Wissen der griechisch-römischen Antike besonders intensiv an die arabischen Eroberer weitergegeben wurde. Seit einem schweren Erdbeben im Jahr 717 verlor die Stadt, die bereits unter dem Wegfall des Grenzhandels zwischen Römern und Persern gelitten hatte, stark an Bedeutung. Ab 1515 beherrschten die Osmanen die Stadt (siehe Nusaybin).

## Rezeption
In Erinnerung an das Wirken von Jakob von Nisibis und Ephräm dem Syrer in der Stadt und insbesondere der ansässigen Schule von Nisibis wurde die NISIBIN – Forschungsstelle für Aramäische Studien an der Universität Konstanz nach der antiken Stadt benannt.

## Söhne und Töchter der Stadt
- Ephräm der Syrer, Kirchenlehrer
- Elias von Nisibis (975–1046), Bischof